# Schraplau
Schraplau är en kommun och ort i Saalekreis i förbundslandet Sachsen-Anhalt i Tyskland.
Kommunen ingår i förvaltningsgemenskapen Weida-Land tillsammans med kommunerna Barnstädt, Farnstädt, Nemsdorf-Göhrendorf, Obhausen och Steigra.